# Джерело (с. Мала Смілянка)
Джерело́ — гідрологічна пам'ятка природи місцевого значення в Україні. Розташована на території Черкаського району Черкаської області, в селі Мала Смілянка.
Площа — 0,01 га, статус отриманий у 2000 році. Перебуває у віданні: дослідне господарство «Еліта».
Під охороною — природне джерело, оформлене у вигляді криниці. Джерело має цілющі властивості, знаходиться в урочищі "Дігтярка" і живить однойменний струмок.

## Галерея

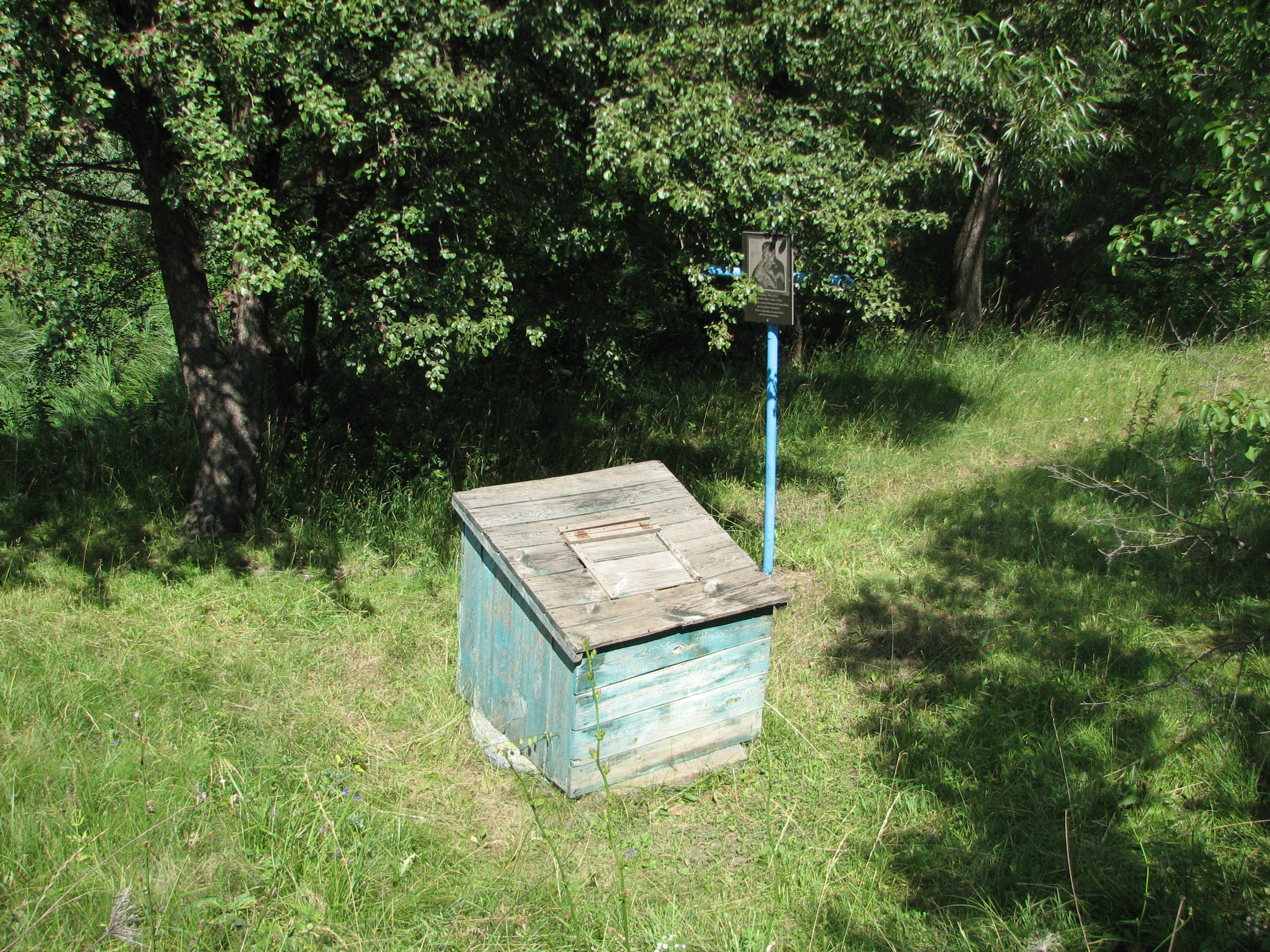
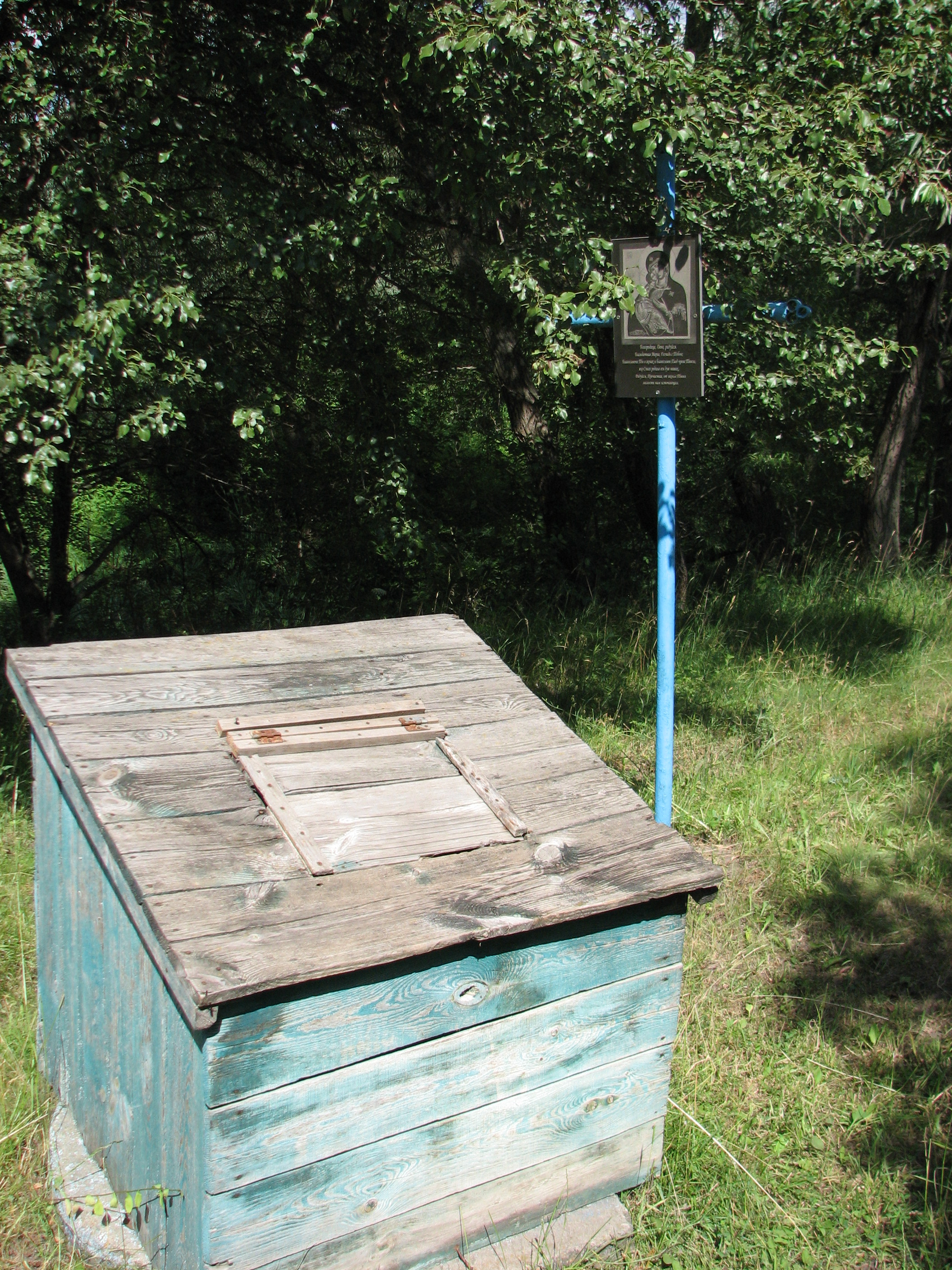